# Succubo

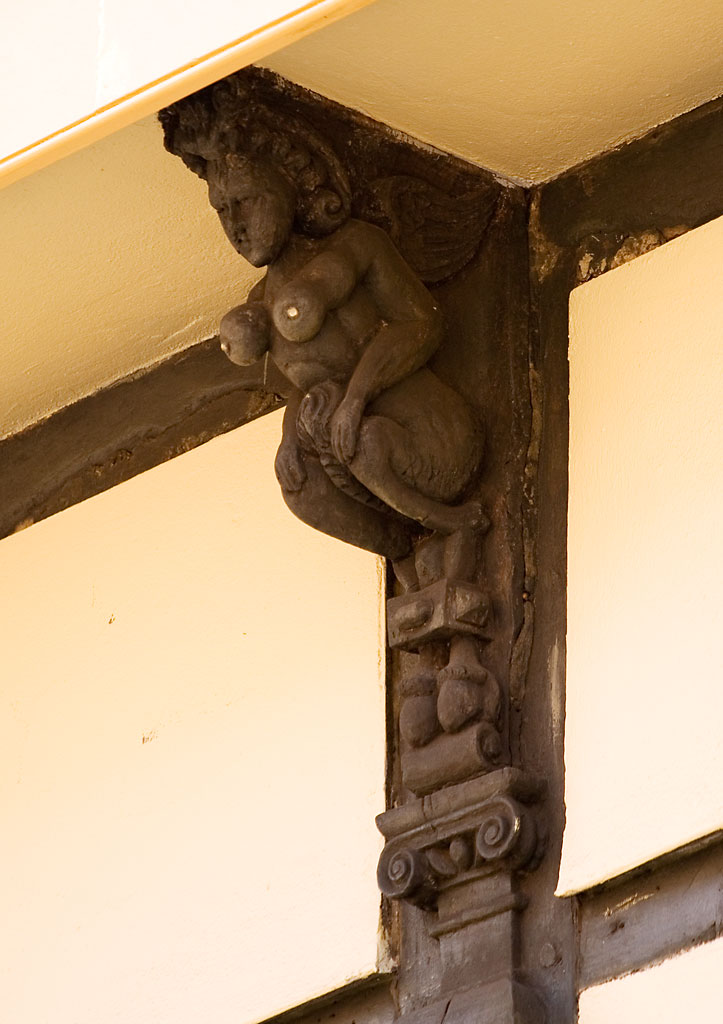
Un succubo all'esterno di una locanda inglese, che suggerisce che vi si potesse trovare un bordello.

Nelle leggende di Roma antica e poi del Medioevo, un succubo o una succuba, (dal latino succuba, "amante") è un demone di aspetto androgino che seduceva gli uomini, specialmente monaci, per avere rapporti sessuali e renderli soggetti sottoposti alla volontà del succubo stesso.

## Credenze
Secondo quanto narra la leggenda, i succubi aggredivano gli uomini con lo scopo di alimentarsi della loro energia, spesso provocandone la morte. Secondo versioni modificate, spingevano gli uomini al peccato con le loro tentazioni erotiche. Questa diceria fu anche una spiegazione medievale per giustificare le soventi eiaculazioni notturne che accadevano agli adolescenti.

## Succubi e incubi
Secondo il Malleus Maleficarum («Martello delle streghe»), le succubi giacevano con gli uomini, fino a sfinirli, per poterne raccogliere il seme, di cui poi gli incubi si sarebbero serviti per fecondare le donne: «Nel compiere l'atto sessuale i demoni maschi sono Incubi e le femmine Succubi, e questo è giudizio comune di tutti i filosofi di tutti i tempi ed è comprovato dall'esperienza delle nazioni». La tradizione demonologica sosteneva che i demoni pur avendo il potere «che è nei fianchi, e il suo vigore nei muscoli del ventre», non potessero procreare gli uomini per mancanza del seme. La finalità ultima di questa pratica non è mai stata chiarita. Si supponeva però che le creature così concepite fossero più sensibili alle influenze del demonio.

Nel Malleus, nella parte del trattato in cui si affronta la questione procreativa, gli autori sostengono: 
(J.Sprengher e H.Kramer, Malleus Maleficarum, Parte 1, Questione III)
Secondo la tradizione demonologica, le succubi apparirebbero agli uomini sotto forma di giovani donne di enorme bellezza, capaci di ineguagliabili arti seduttive ed erotiche derivanti dalla loro natura diabolica.

## Influenza culturale
Nella terminologia moderna con "succube" si intende qualcuno sottomesso o asservito a qualcun altro, proprio come erano le vittime nei confronti dei succubi in alcuni miti.

### Riferimenti nella cultura di massa
- La protagonista del fumetto erotico Lucifera ideata da Renzo Barbieri e Giorgio Cavedon è un succubo.
- In South Park, Chef si innamora di un succubo e i ragazzi lo salvano.
- Nella saga Twilight i succubi sono vampiri di sesso femminile che hanno rapporti sessuali con gli umani per poi ucciderli.
- In Castlevania: Symphony of the Night vi è un boss dall'aspetto di una seducente demone di nome Succubus.
- In Agony mentre si viaggia attraverso l'inferno si incontrano molte volte i succubi, e in un DLC è possibile persino impersonarle.
- In Doodle Devil il succubo è ottenibile (alchemisticamente) mischiando il demone e la donna. Inoltre, è il demone più potente nelle battaglie tra demoni ed appare come una donna rossa con le corna, semi-nuda.
- Nella saga di libri e di videogiochi The Witcher i succubi sono creature umanoidi di sesso femminile che seducono gli uomini per intrattenere rapporti sessuali con loro. Hanno segni luminosi sul corpo e hanno corna e zampe caprine.
- Nel film Jennifer's Body la protagonista Jennifer, interpretata da Megan Fox, diventa una succubo.
- Nel videogioco Catherine l'amante del protagonista viene descritta come succuba.
- Nel videogioco Age of Mythology i succubi sono un potere divino utilizzabile con la civiltà egizia.
- Nella serie animata Helluva Boss il personaggio di Verosika Mayday è una succubo.
- Morrigan Aensland e Lilith, dalla serie videoludica Darkstalkers, sono delle succubi.
- in The Binding of Isaac: Rebirth è presente un oggetto chiamato succubo.